# 貫田宗男
貫田 宗男（ぬきた むねお、1951年3月21日 - ）は、日本の登山家、山岳ガイド。山口県出身。中央大学卒業。
株式会社ウェック・トレック顧問、日本山岳ガイド協会公認ガイド、社団法人日本山岳協会海外常任委員、社団法人日本山岳会会員(海外委員会委員長、医療委員会委員)、日本勤労者山岳連盟顧問。

## 来歴
山口県熊毛郡生まれ。世田谷区松原育ち。
佼成学園中学校・高等学校登山部で登山を始める。中央大学入学と同時に「日本エキスパートクライマーズクラブ（JECC）」へ入会。21歳でヨーロッパアルプスを経験。23歳で渡米。1979年、ダウラギリV峰(7,618m/ネパール)登頂。中央大学卒業後は、アメリカ、カナダで登山ガイドに従事。
1982年にアルパインツアーサービスへ入社。1991年、4回目の挑戦でチベット側からエベレストに登頂。当時としては画期的な少人数パーティーでの登頂に成功した。しかし、同行者の二上純一が下山中に転落死するという悲劇に見舞われる。
1994年にアルパインツアーサービスを退社し、2度目のエベレスト登頂。1995年にアルパインツアーサービスの同僚と「ウェック・トレック（WEC)」を創業。世界の山々を目指す登山隊や撮影隊のコーディネーター、山旅のガイドを行う。
2003年から三浦雄一郎の3度のエベレスト挑戦(2003年、2008年、2013年)や、2009年より日本テレビ番組「世界の果てまでイッテQ!」登山部、2010年よりNHKデジタル衛星ハイビジョン番組「世界の名峰グレートサミッツ」に関わる。

## エピソード
- 1984年2月、植村直己がマッキンリーで消息不明となってしまった際、テレビ局の依頼で取材を請け負って現地入りした。
- 1996年5月、エベレストで発生した大量遭難事故に巻き込まれた登山隊には、日本人女性2人目の七大大陸最高峰登頂者となった難波康子が含まれていた。5月16日に生存者たちが下山し、麓のシャンボチェ村に到着したとき、貫田宗男は難波康子の夫の難波賢一と弟を引率してカトマンズ入りしていた。貫田宗男はジョン・クラカワーの著書『空へ』の巻末で謝辞表明一覧の一名に挙げられている。カトマンズに大挙していた報道陣の多くは日本からのものであり、この大量遭難事故は日本のメディアでも大きく取り上げられた。
- 2007年7月、ドイツの国際公募隊に参加してガッシャーブルムII峰に挑戦していた竹内洋岳が雪崩に巻き込まれて腰椎破裂骨折、肋骨5本骨折等、瀕死の重症を負った。このとき貫田宗男は重症の竹内洋岳の日本までの搬送に尽力し、レスキューを専門とする業者から3000万円の見積もりが出ていたところを600万円でやり遂げた。
- 2013年10月、「世界の果てまでイッテQ!」マナスル登山企画において、5,700m地点の第一キャンプ地で-5度の気温に震えるスタッフが、テントから顔を出した貫田宗男に話しかけたところ、「(テントの中は)天国だよ天国」と笑顔で発言した。隣のテントの中では、イモトアヤコが寒さに耐えながら寝袋にくるまっていた。スタッフが声を掛けたとき、貫田宗男とスタッフの会話を聞いていたイモトアヤコが泣き笑いしながら「(テントの中もすごく寒いのに)横で...天国だといっている...ジジイがいて...」と悪態をついたところから、『天国じじい』というニックネームが付けられた。
- 2014年4月、日本テレビ「世界の果てまでイッテQ!」イモトアヤコエベレスト登山企画に参加して現地入りしていたが[2]、大規模な雪崩が発生したために企画自体が中止となった。

## 経歴
- 1975年 - マッキンリー(6,190m/アメリカ)登頂。
- 1979年 - ダウラギリV峰(7,618m/ネパール)登頂。
- 1982年 - アルパインツアーサービス社入社。
- 1991年5月27日 - エベレスト[北稜](8,848m/ネパール)に二上純一とともに登頂。二上純一は下山中に転落死。
- 1994年10月10日 - エベレスト[南東稜](8,848m/ネパール)登頂。
- 1995年 - 古野淳、稲村道子とともに山岳コンサルタント会社、株式会社ウェック・トレック創業。
- 1998年9月26日 - チョ・オユー(8.201m/チベット)登頂。(谷口正彦チョ・オユー登山隊:谷口正彦、諸岡慶太郎、貫田宗男)
- 2009年5月20日 - キリマンジャロ(5,895m/タンザニア)ガイド登頂。(世界の果てまでイッテQ!登山部隊:貫田宗男、イモトアヤコ他)[3]
- 2010年8月10日 - モンブラン(4,810m/フランス)ガイド登頂。(世界の果てまでイッテQ!登山部隊:角谷道弘、イモトアヤコ、貫田宗男他)[4]
- 2012年9月7日 - マッターホルン(4,478m/スイス)ガイド登頂。(世界の果てまでイッテQ!登山部隊:Michael Lerjen、イモトアヤコ,貫田宗男、中島健郎他)[5]
- 2013年10月2日 - マナスル(8,163m/ネパール)ガイド登頂。(世界の果てまでイッテQ!登山部隊:角谷道弘、イモトアヤコ、貫田宗男、奥田仁一、中島健郎、三戸呂拓也、大城和恵、門谷優、廣瀬あかり、石崎史郎、藤野研介、小野寺健)[6]
- 2014年2月22日 - キナバル山(4,095m/マレーシア)ガイド登頂(世界の果てまでイッテQ!登山部隊：貫田宗男、イモトアヤコ、いとうあさこ、大島美幸、奥田仁一）[7]
- 2015年6月21日 - マッキンリー(6,190m/アメリカ)ガイド登頂(世界の果てまでイッテQ!登山部隊：角谷道弘、イモトアヤコ、貫田宗男、奥田仁一、榊原喜彦、中島健郎、三戸呂拓也、中村俊啓、飯田祐一郎、石井邦彦、門谷優、廣瀬あかり、石崎史郎、藤野研介、小野寺健）[8]

## TV出演
- 2009年6月21日 日本テレビ「世界の果てまでイッテQ!」珍獣ハンターイモトキリマンジャロ登頂プロジェクト前編[9]
- 2009年6月28日 日本テレビ「世界の果てまでイッテQ!」珍獣ハンターイモトワールドツアー～キリマンジャロ登山後編～[3]
- 2010年8月22日 日本テレビ「世界の果てまでイッテQ!」モンブラン登山前編[10]
- 2010年9月5日 日本テレビ「世界の果てまでイッテQ!」モンブラン登山後編[4]
- 2011年8月14日 日本テレビ「世界の果てまでイッテQ!」24時間テレビ直前登山スペシャル!
- 2011年8月28日 日本テレビ「24時間テレビ」 キリマンジャロ登山[11]
- 2012年2月19日 日本テレビ「世界の果てまでイッテQ!」イモトが挑む南米大陸最高峰アコンカグア登頂スペシャル[12]
- 2012年9月30日 日本テレビ「世界の果てまでイッテQ!」マッターホルン登山[5]
- 2013年4月21日 日本テレビ「世界の果てまでイッテQ!」八ヶ岳南沢大滝[13]
- 2013年9月22日 日本テレビ「世界の果てまでイッテQ!」槍ヶ岳夏山合宿[14]
- 2013年11月10日 日本テレビ「世界の果てまでイッテQ!」マナスル登山[6]
- 2014年3月23日 日本テレビ「世界の果てまでイッテQ!」目指せ!女芸人軍団キナバル登頂プロジェクト[7]
- 2014年5月18日 日本テレビ「世界の果てまでイッテQ!」イッテQ!登山部世界最高峰エベレストへの挑戦～その一部始終～[2]
- 2015年6月14日 日本テレビ「世界の果てまでイッテQ!」Q.イッテQ！登山部八甲田山合宿 [15]
- 2015年7月26日 日本テレビ「世界の果てまでイッテQ!」登山部マッキンリー登頂プロジェクト[8]

## 著書
- 貫田宗男著『二人のチョモランマ』（1992/1,山と渓谷社） ISBN 978-4635170581

## 関連書籍
- 長尾三郎著『精鋭たちの挽歌』(1988/11/1,山と渓谷社) ISBN 978-4620603582